# Salanoia durrelli
La mangosta de Durrell (Salanoia durrelli) es una especie de mamífero carnívoro de la familia Eupleridae descubierto en Madagascar. Está estrechamente emparentado con la especie Salanoia concolor, con quien conforma el género Salanoia. Ambos son genéticamente similares, pero sus morfologías son distintas, por lo que los científicos decidieron catalogarlos como especies diferentes. Después de que un ejemplar se descubriera en 2004, S. durrelli, se describió como una especie nueva en 2010, un hito que no ocurría en 24 años, desde que se catalogara el último mamífero carnívoro nuevo. La mangosta de Durrell sólo se encuentra en la zona del lago Alaotra.
Es un animal pequeño, de color rojizo-marrón y carnívoro, caracterizado por patas anchas, parte posterior rojiza, y dientes anchos y robustos. La masa de dos especímenes que se pesaron fue de 600 g y 675 g. Se puede alimentar de crustáceos y moluscos.
La especie está amenazada en su única ubicación en el área del lago Alaotra por la destrucción del hábitat y por la competencia con otras especies introducidas.
Su estatus como especie no está completamente asentado aun entre la totalidad de la comunidad científica. No aparece como especie independiente ni en la base de datos de IUCN, ni en Catalog Of Life, ni en otras referencias autorizadas.